# Enschede
Enschede je město v nizozemské provincii Overijssel na východě státu. Žije zde přibližně 160 tisíc obyvatel. Nachází se zde technická univerzita Universiteit Twente.

## Dějiny
Již v období středověku zde existovalo město s trhem, které se jmenoval Anescede či Enscede s významem „blízko hranic“.
Městská práva dostalo město v roce 1325 od utrechtského biskupa Jana van Diesta. Protože většina města byla vystavena ze dřeva, došlo zde k velkým požárům v letech 1517, 1750 a 1862.
O vzestup města se v devatenáctém století zasloužil textilní průmysl, především továrna Hardick & Seckel Factory. V roce 1935 byla k městu připojena obec Lonneker. Nachází se zde pivovar Grolsch. Nejvyšší budovou ve městě je 101 m vysoká Alphatoren, dokončená v roce 2008. Vnitrozemská vodní cesta Twentekanaal spojuje Enschede se Zutphenem.
Městskou část Roombeek postihl 13. května 2000 výbuch ve skladu zábavní pyrotechniky, při němž zahynulo 23 osob.
Žije zde početná komunita Asyřanů.

## Kultura a sport
Ve městě sídlí fotbalový klub FC Twente. Narodila se zde olympijská vítězka v rychlobruslení Jorien ter Morsová.
V roce 1927 bylo založeno Rijksmuseum Twenthe s velkou sbírkou starých holandských mistrů.